# Pericardite adesiva
La pericardite adesiva è una forma di fibrosi pericardica in cui il cavo pericardico viene obliterato da tessuto connettivo. Si generano così delle aderenze che si oppongono alla contrazione del cuore, il quale va incontro a ipertrofia e dilatazione.

## Eziologia
Solitamente è la conseguenza di una pericardite purulenta o caseosa, di un intervento cardiaco, oppure dell'irradiazione del torace.

## Clinica
I pazienti con pericardite adesiva possono presentare:
- retrazione della gabbia toracica e del diaframma durante la sistole
- polso paradosso
- pulsazione rientrante dell'itto della punta, tanto all'ispezione quanto alla palpazione.